# Естетична сукня
Естети́чна сукня (англ. aesthetic dress) — тип вишуканого вбрання, що зʼявився в Англії у другій половині XIX сторіччя на противагу тогочасній панівній моді. Естетична сукня мала прості фасони, навіяні вбранням середньовіччя та раннього італійського Відродження, і відносно небагато декоративних елементів. Натомість багато уваги приділялося фактурі та якості тканин. Сукню часто прикрашали дрібними плісируванням та брижами, вишивкою з рослинними мотивами. Часто використовувалися широкі довгі рукава, що іноді прикрашалися буфами. Переважали природні кольори: зелений, коричневий, червоний, білий тощо. Сукня мала справляти витончений естетичний ефект та приносити художнє задоволення тим, хто його споглядає. Відомими дизайнерами естетичної сукні були Ада Нетлшіп, Еліс Комінс Кар, Анна Мотесіус. Естетичну сукню можна часто побачити на моделях, що позували художникам прерафаелітам та деяким іншим.
Естетична сукня здебільшого представлена жіночим одягом, проте також створювалася для дітей та чоловіків. Найвідомішим прикладом чоловічої естетичної сукні є славнозвісний оксамитовий костюм Оскара Уайльда, який він носив, коли читав лекції у США у 1882 році.
Естетична сукня не обтяжувала руху тіла та не затягувало талію, як криноліни, турнюри та корсети, які жінки носили у повсякденному житті. Такий підхід збігався з тогочасним рухом за реформу жіночого одягу, яка мала на меті зробити жіноче вбрання більш зручним, а також таким, що відповідає здоровому способу життя. Проте для дизайнерів естетичної сукні художній естетичний ефект від вбрання був першочерговим.

## Галерея

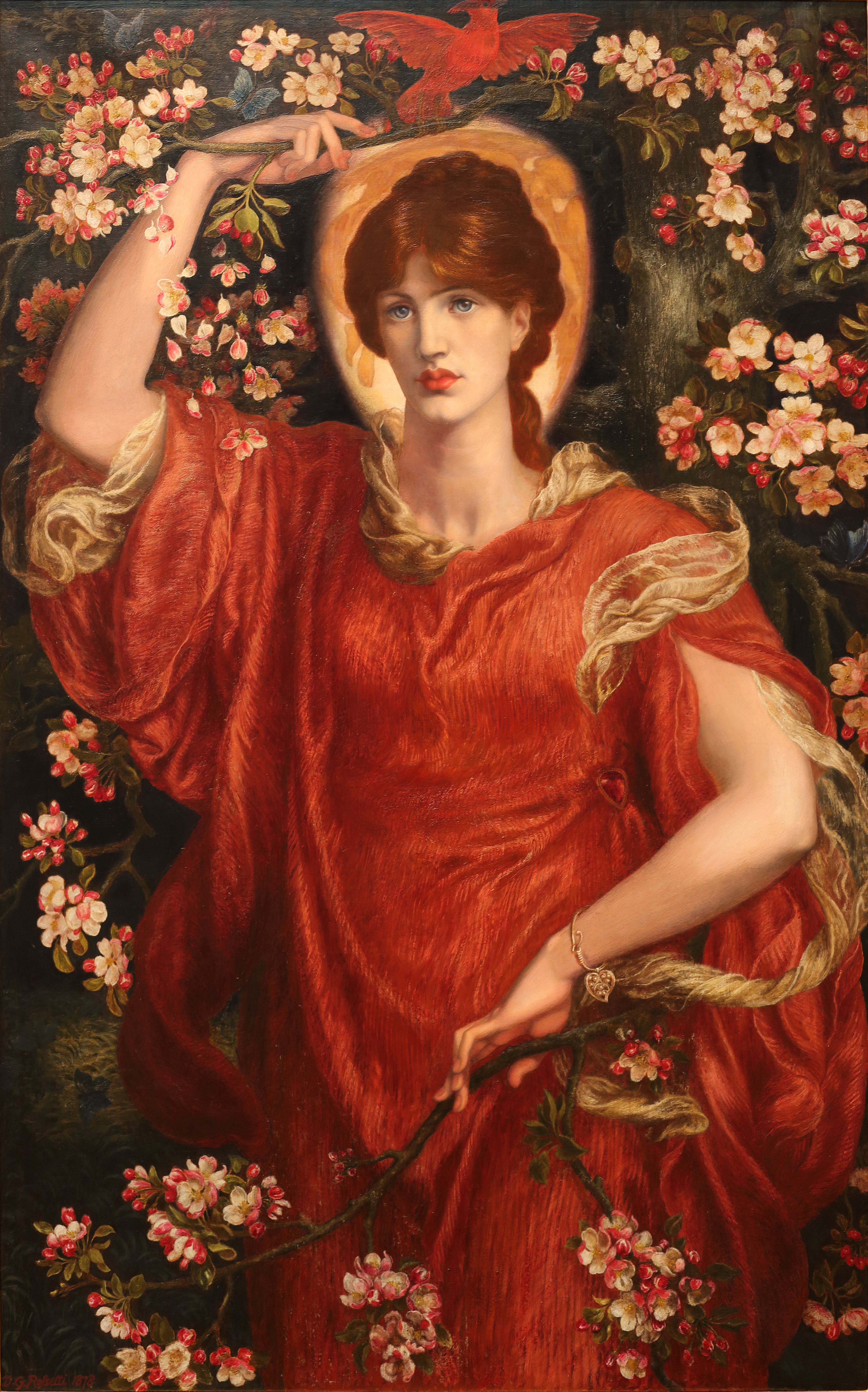
Данте Габрієль Росетті, "Видіння Ф'ямметти", 1887.
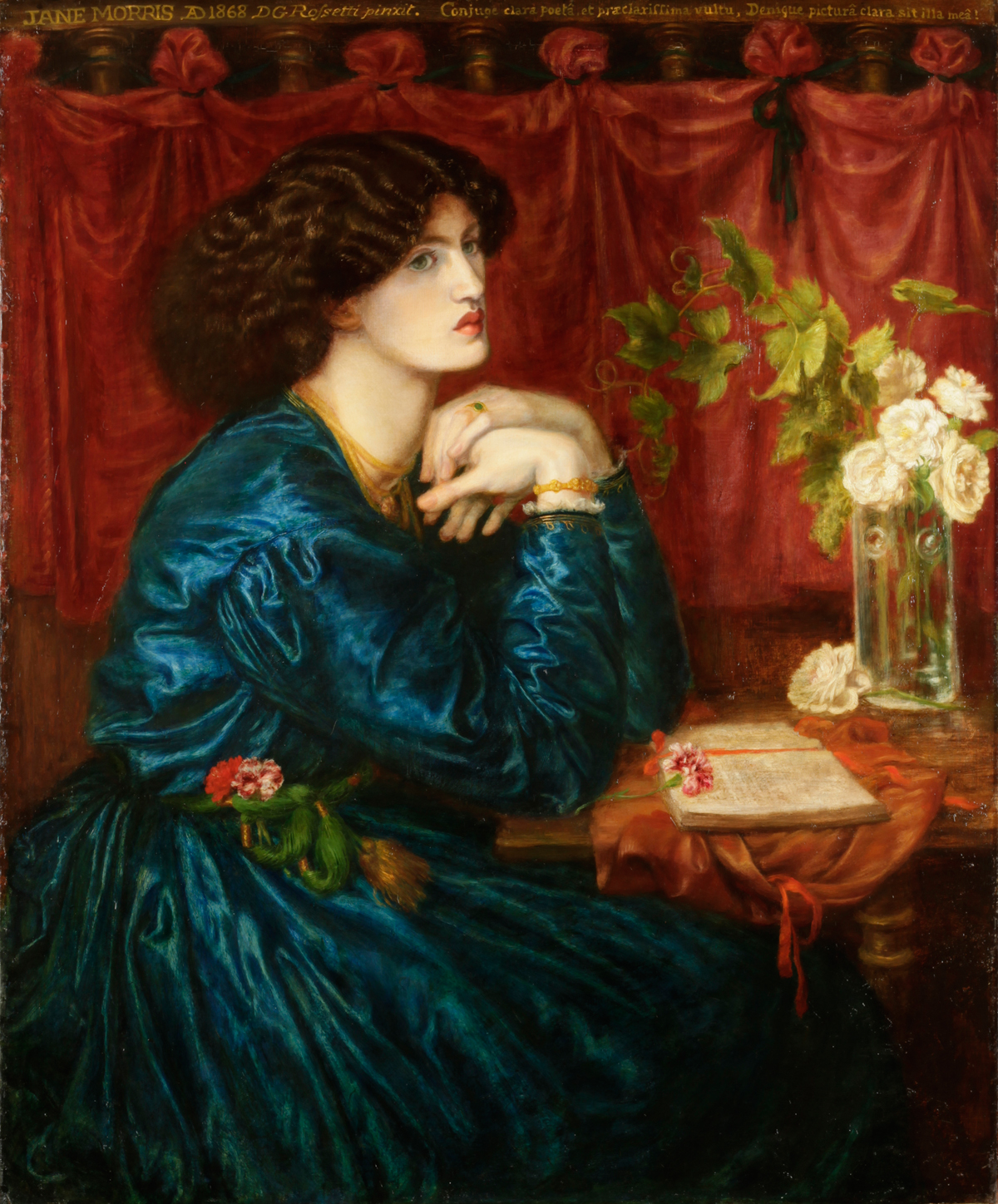
Данте Габрієль Росетті, "Джейн Моріс (Синя шовкова сукня)", 1868.
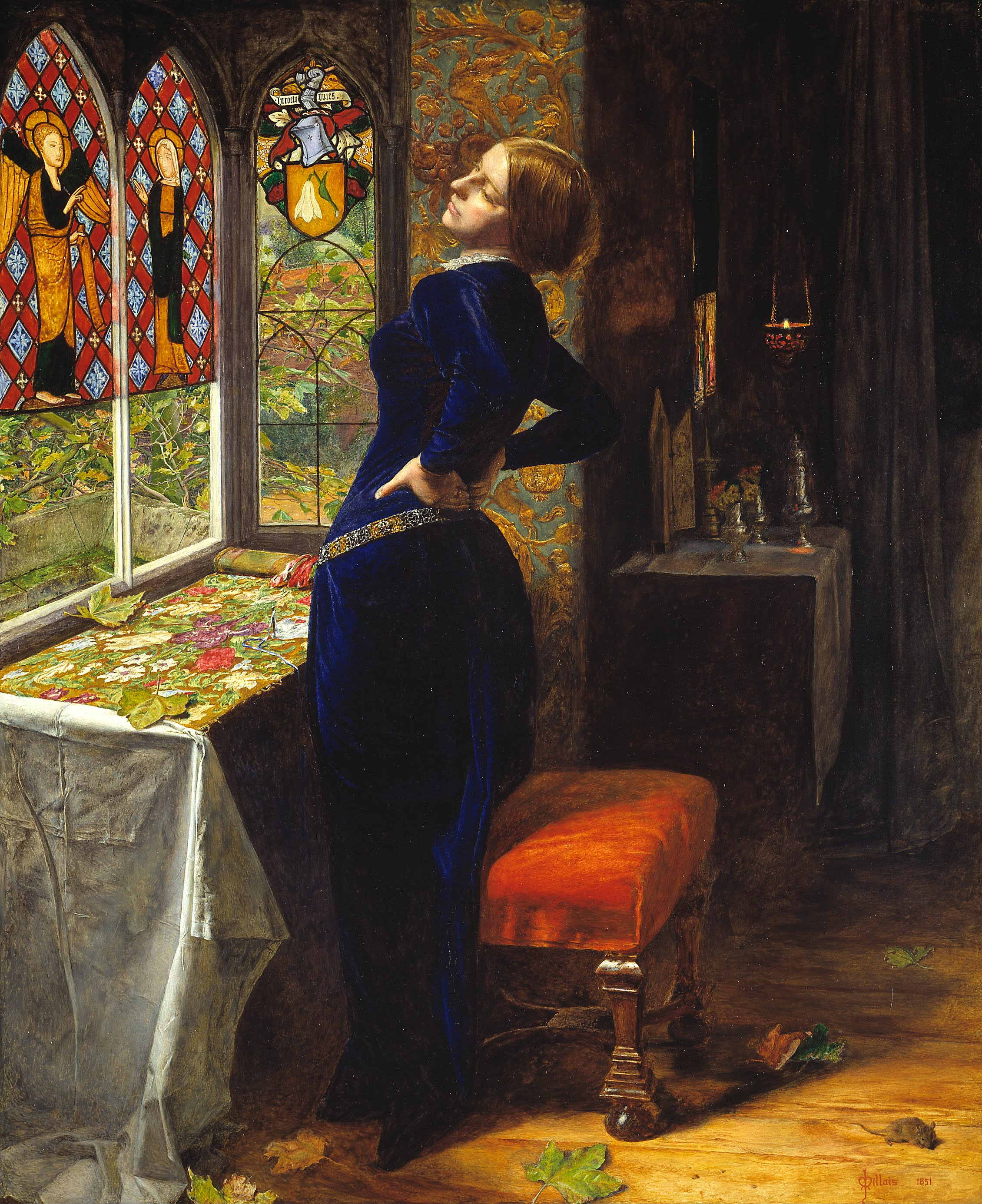
Джон Еверетт Мілле, "Маріана", 1852.
Джеймс Вістлер, "Симфонія в білому №1", 1862.
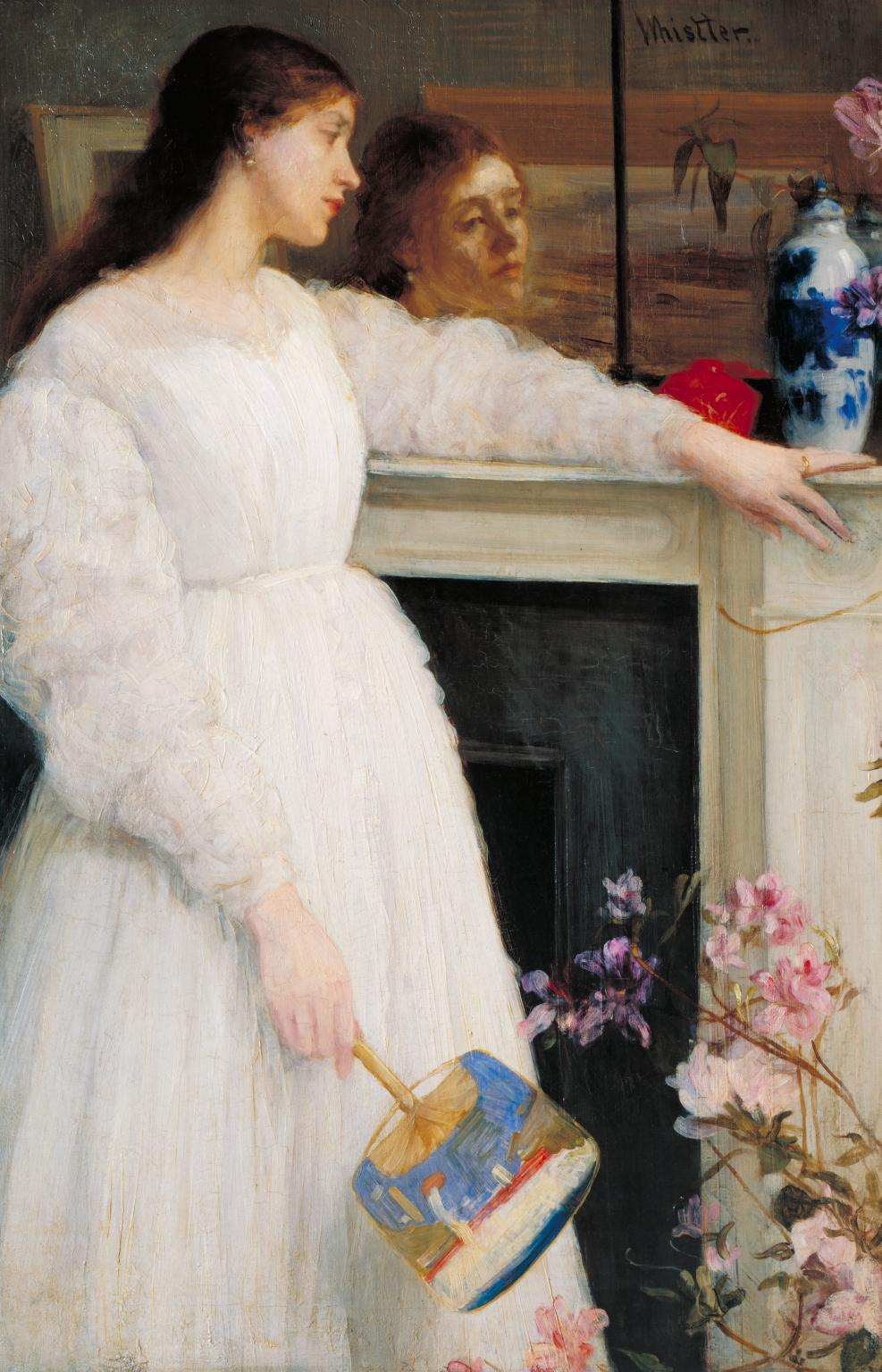
Джеймс Вістлер, "Джоана Хіферман", 1864.
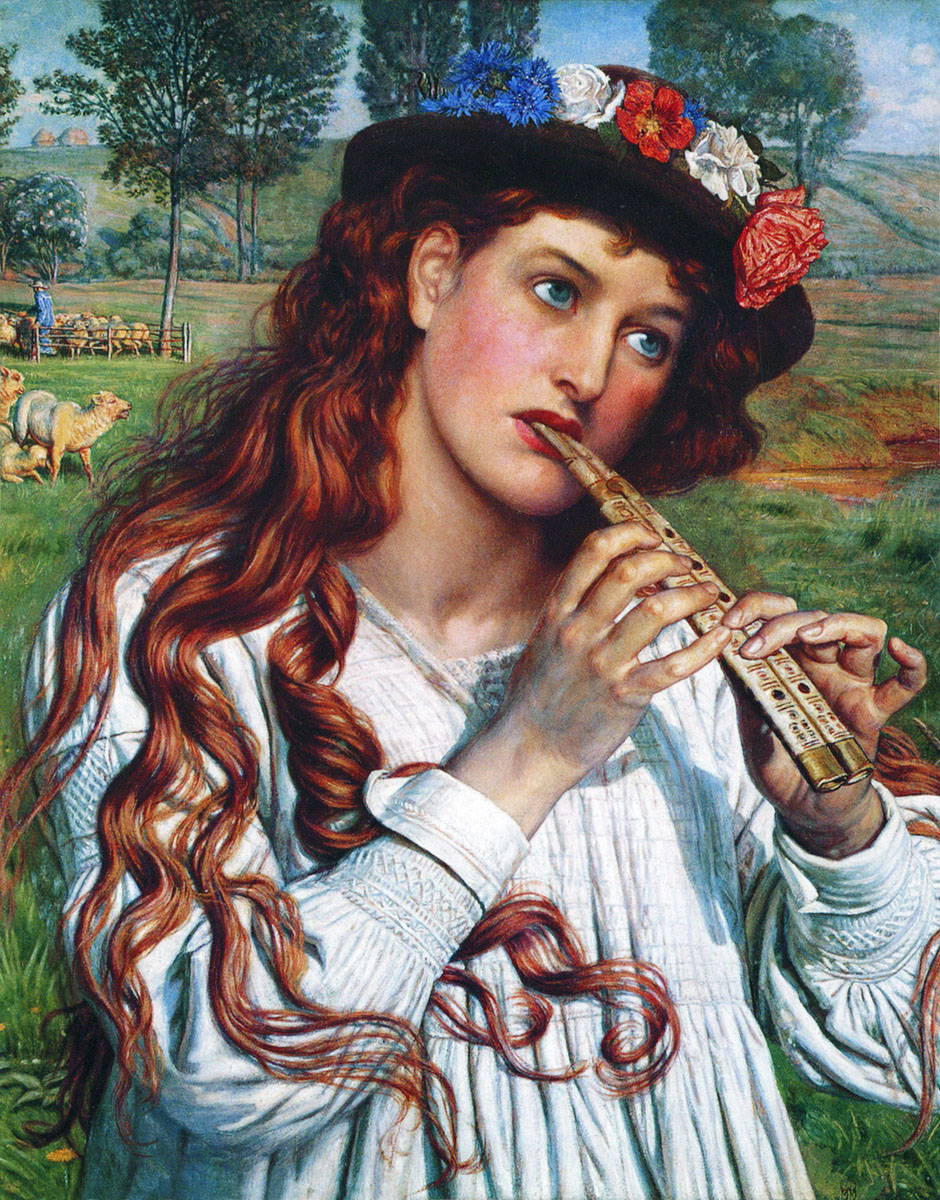
Вільям Голмен Гант, "Амаріліс", 1884. Сукня дівчини прикрашена типовими для естетичної сукні дрібними зборками та брижами.
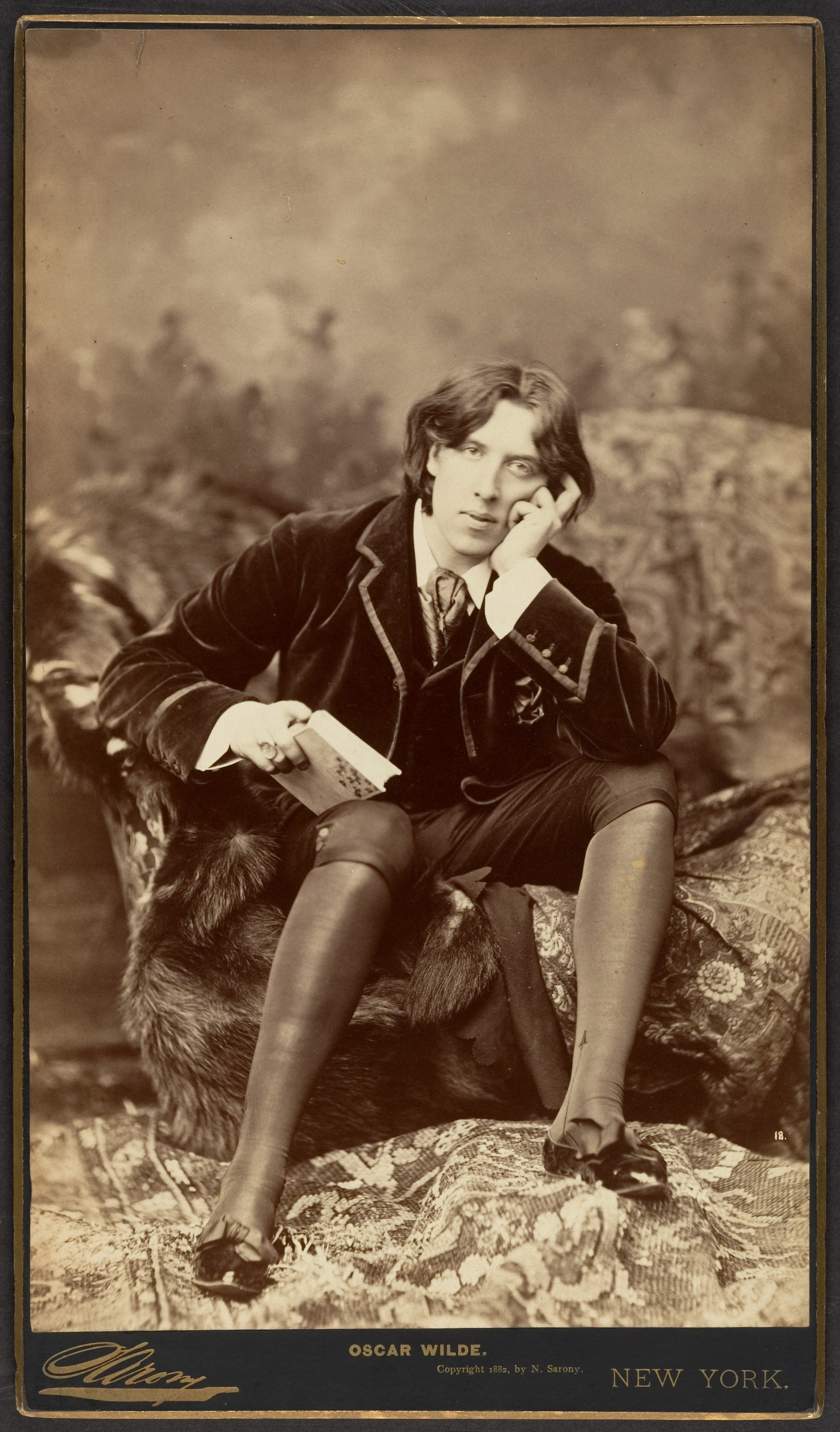
Оскар Уайльд у своїй естетичній сукні, панчохи та бриджі навіяні ренесансним чоловічим вбранням, 1882, фото виконане Наполеоном Сароні.